# Ramil Hadschyew
Ramil Hadschyew (ukrainisch Раміл Гаджиев, international verwendete Transkription: Ramil Gadzhiev; * 18. November 1997 in Odessa, Ukraine) ist ein ukrainischer Boxer im Supermittelgewicht und aktueller WBC-International-Champion.

## Amateurkarriere
Im Jahre 2013 wurde Ramil Juniorenweltmeister in der ukrainischen Hauptstadt Kiew. Dort schlug er Zal Chelli, Alexis Rocha, Huseyn Tarverdili und Kadyrbek Sadykbek jeweils nach Punkten. Im darauffolgenden Jahr eroberte Ramil mit Punktsiegen über Satali Tevi-Fuimaono, Luka Plantic und Dmitriy Nesterov die Goldmedaille bei den Olympischen Jugendspielen.

## Profikarriere
Ramil gewann seinen Profidebütkampf gegen Pavlo Sharun am 2. Oktober des Jahres 2015 durch technischen Knockout in Runde 2.
Seinen zweiten Fight verlor er gegen Botirsher Obidov einstimmig nach Punkten.
Im Dezember 2017 trat er gegen Aro Schwartz um die vakante Jugendweltmeisterschaft des Verbandes WBC an und siegte durch einstimmige Punktentscheidung. Im Jahr darauf verteidigte Ramil den Gürtel gegen Mateo Damian Veron und errang bei den Senioren mit einem vorzeitigen Sieg gegen Bruno Sandoval den WBC-International-Titel.